# Kosmos 1109
O Kosmos 1109 (em russo: Космос 1109, significado Cosmos 1109) foi um satélite soviético de sistema de alerta anti mísseis intercontinentais, como parte do programa Oko. O satélite foi projetado para identificar lançamentos de mísseis usando telescópios ópticos e sensores infravermelhos.
Foi lançado em 27 de junho de 1979 às 18:11 GMT do Cosmódromo de Plesetsk, União Soviética (atualmente na Rússia), através de um foguete Molniya-M. O satélite Kosmos 1109 foi posicionado em uma órbita Molniya, assim como muitos outros satélites do Programa Oko.
O satélite terminou suas operações em 15 de fevereiro de 1980.